# New wave jugoslavo
Con il termine Yugoslav New  Wave (in lingua slovena, in lingua croata e in lingua bosniaca Novi val; in lingua serba Нови талас o Novi talas; in lingua macedone Нов бран o Nov bran) si designa il movimento New wave dell'allora Jugoslavia.
Risultò estremamente popolare ed anzi fu probabilmente il genere musicale di riferimento del paese. Passato di moda alla fine degli anni ottanta, fece da trampolino per il lancio di molte band tuttora attive, anche se spostatesi verso altri generi, Prlijavo kazaliste in primis.